# Куленепробивний
Куленепробивний (англ. Bulletproof) — американський комедійний бойовик 1996 року режисера Ернеста Дікерсона. Головні ролі виконали Деймон Веянс та Адам Сендлер.

## Сюжет
Рок Кітс і Арчі Моузес — найкращі друзі. Рік тому Моузес, дрібний злодюжка і шахрай, узяв Кітса «у справу». Відтоді вони не розлучалися і разом здійснили цілий ряд невеликих злочинів. Все міняється, коли друзі виявляються втягнутими у великомасштабну операцію, проведену наркобароном Френком Колтоном. Рок Кітс насправді виявляється агентом поліції, його справжнє ім'я Джек Картер. Поліцейському під прикриттям Картеру не вдається заарештувати організатора операції Колтона, тому він намагається заарештувати свого друга Моузеса. Моузес стріляє в Картера і втікає з місця злочину. Незабаром поліція наздоганяє Моузеса. Він погоджується дати свідчення проти наркобарона Колтона за однієї умови: до місця проведення судового слухання його повинен проводити колишній друг Кітс-Картер. Незабаром друзі зустрічаються знову і разом вирушають в небезпечну подорож.

## У ролях
| Актор            | Роль                            |
| ---------------- | ------------------------------- |
| Адам Сендлер     | Арчі Моузес                     |
| Деймон Веянс     | детектив Джек Картер / Рок Кітс |
| Джеймс Каан      | Френк Колтон                    |
| Роберт Свенсон   | Бледсоу                         |
| Джеймс Фарентіно | капітан Вілл Дженсен            |
| Крістен Вілсон   | доктор Трейсі Флінн             |
| Ларрі Маккой     | детектив Салліман               |
| Аллен Коверт     | детектив Джонс                  |
| Білл Нанн        | агент DEA Фінч                  |
| Марк Робертс     | Чарльз                          |
| Ксандер Берклі   | агент ФБР Дарріл Джентрі        |
| Марк Кастелла    | поліцейський з Діснейленду      |
| Ендрю Шайфер     | поліцейський з аеропорту        |
| Моніка Поттер    | жінка байкера                   |
| Джонатан Лофран  | поліцейський-новачок            |
| Стів Вайт        | поліцейський-ветеран            |